# Équipe de Nauru féminine de basket-ball
Ne doit pas être confondu avec Équipe de Nauru de basket-ball.
Maillots
Actualités
L'équipe de Nauru féminine de basket-ball, est la sélection des meilleures joueuses Nauruans de basket-ball. Elle est placée sous l'égide de la Fédération de Nauru de basket-ball.
En 1975, elle rejoint la FIBA, plus tard la FIBA Océanie.

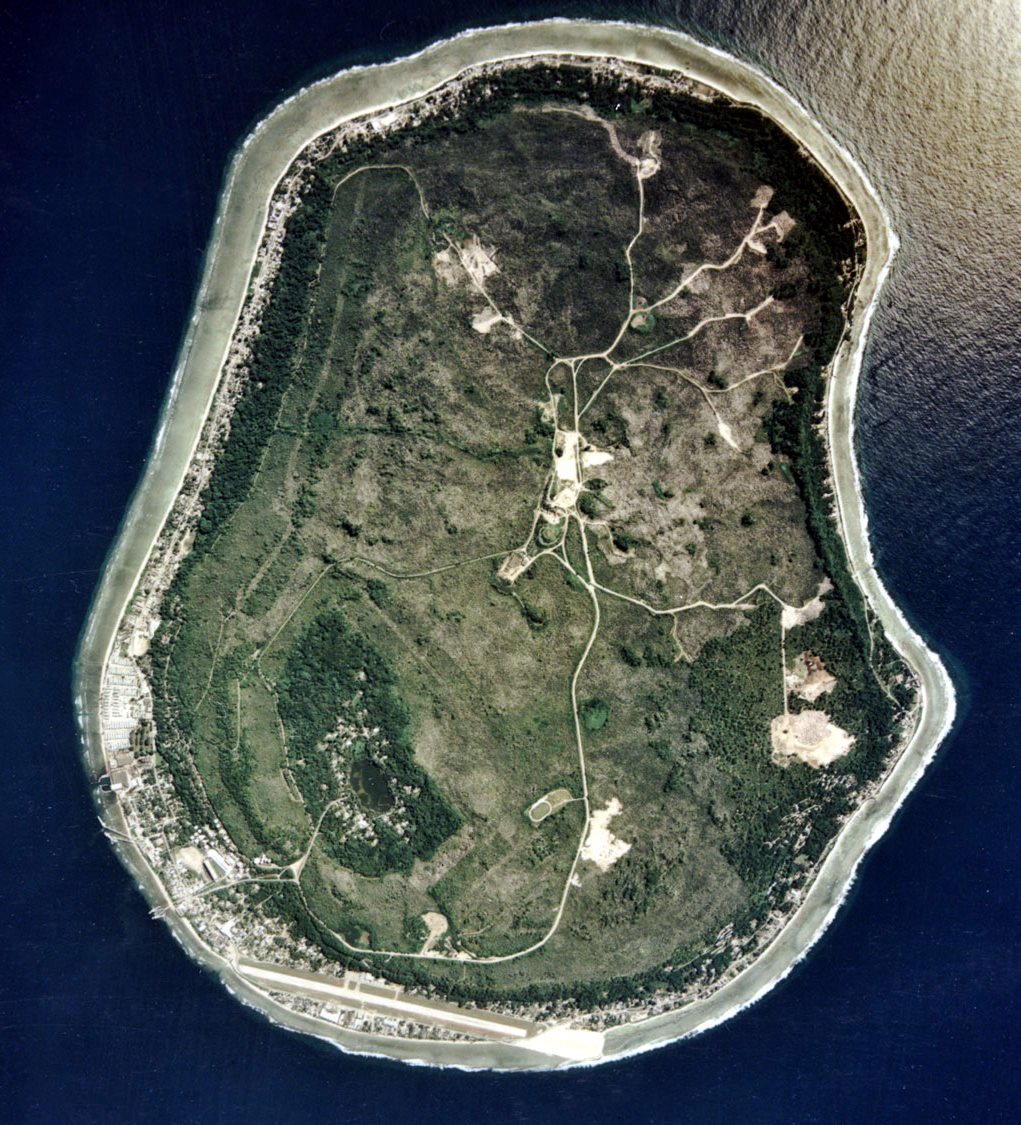
Image satellite de Nauru en 2002.

## Palmarès

### Basket-ball aux Jeux olympiques
Vierge (0/11)

### Championnat du monde de basket-ball féminin
Vierge (0/17)

### Championnat d'Océanie de basket-ball féminin
Vierge (0/17)

### tournoi d'Océanie de basket-ball féminin
Vierge (0/7)

### Parcours au tournoi de Basketball aux Jeux du Pacifique
| Année | Position | Match | Victoire | Nul | Défaite | pagné marqué | pagné encaissé |
| ----- | -------- | ----- | -------- | --- | ------- | ------------ | -------------- |
| 1966  | X        | -     | -        | -   | -       | -            | -              |
| 1969  | X        | -     | -        | -   | -       | -            | -              |
| 1971  | X        | -     | -        | -   | -       | -            | -              |
| 1975  | X        | -     | -        | -   | -       | -            | -              |
| 1979  | 7e       | 5     | 1        | 0   | 4       | 322          | 515            |
| 1983  | 8e       | 5     | 0        | 0   | 5       | 195          | 484            |
| 1987  | X        | -     | -        | -   | -       | -            | -              |
| 1991  | 8e       | 5     | 1        | 0   | 4       | 228          | 354            |
| 1995  | X        | -     | -        | -   | -       | -            | -              |
| 1999  | X        | -     | -        | -   | -       | -            | -              |
| 2003  | X        | -     | -        | -   | -       | -            | -              |
| 2007  | X        | -     | -        | -   | -       | -            | -              |
| 2011  | X        | -     | -        | -   | -       | -            | -              |
| 2015  | 8e       | 5     | 0        | 0   | 5       | 199          | 469            |
| 2019  | X        | -     | -        | -   | -       | -            | -              |
| Total | X        | 20    | 2        | 0   | 18      | 946          | 1820           |

### Parcours au tournoi de Basketball aux Jeux de la Micronésie
| Année | Position | Match | Victoire | Nul | Défaite | pagné marqué | pagné encaissé |
| ----- | -------- | ----- | -------- | --- | ------- | ------------ | -------------- |
| 2006  | X        | -     | -        | -   | -       | -            | -              |
| 2010  | X        | -     | -        | -   | -       | -            | -              |
| 2014  | 9e       | 6     | 1        | 0   | 5       | 301          | 508            |
| 2018  | X        | -     | -        | -   | -       | -            | -              |
| Total | X        | 6     | 1        | 0   | 5       | 301          | 508            |

## Nations rencontrées
| Adversaire                | Joués | Victoires | Matchs nuls | Défaites | Buts pour | Buts contre |
| ------------------------- | ----- | --------- | ----------- | -------- | --------- | ----------- |
| Vanuatu                   | 5     | 1         | 0           | 4        | 253       | 374         |
| Guam                      | 5     | 1         | 0           | 4        | 284       | 464         |
| Papouasie-Nouvelle-Guinée | 3     | 0         | 0           | 3        | 112       | 325         |
| Nouvelle-Calédonie        | 3     | 0         | 0           | 3        | 142       | 232         |
| Tahiti                    | 2     | 0         | 0           | 2        | 76        | 244         |
| Fidji                     | 1     | 0         | 0           | 1        | 14        | 107         |
| Samoa                     | 1     | 0         | 0           | 1        | 51        | 101         |
| Îles Salomon              | 1     | 0         | 0           | 1        | 55        | 73          |
| Palaos                    | 1     | 0         | 0           | 1        | 32        | 75          |
| Îles Marshall             | 1     | 0         | 0           | 1        | 72        | 86          |
| Îles Mariannes du Nord    | 1     | 0         | 0           | 1        | 54        | 89          |
| Pohnpei                   | 1     | 0         | 0           | 1        | 33        | 115         |
| Chuuk                     | 1     | 1         | 0           | 0        | 69        | 53          |
| Total                     | 26    | 3         | 0           | 23       | 1247      | 2328        |